# Aurelio Loret de Mola
Aurelio Eduardo Loret de Mola Böhme (Lima, 28 de agosto de 1953) es un abogado y político peruano. Fue ministro de Defensa del Perú durante el gobierno de Alejandro Toledo, desde enero del 2002 hasta diciembre del 2003, y diputado por la región Lima en dos periodos consecutivos.

## Biografía
Aurelio Loret de Mola nació el 28 de agosto de 1953 en la ciudad de Lima, capital principal del Perú. Es hijo de Aurelio Loret de Mola Tálleri y de Gissela Böhme Gómez-Sánchez.
Estudió la carrera de Derecho en la Pontificia Universidad Católica del Perú y una maestría en Derecho Empresarial en la Universidad de Lima.
Fue presidente del directorio de la Corporación Financiera de Desarrollo (COFIDE) e integró el directorio de la Corporación Andina de Fomento  y de la Comisión de Promoción del Perú para la Exportación y el Turismo (PROMPERU).
En el sector privado, ha sido miembro del directorio de SIPESA y miembro del Consejo Consultivo Editorial de la Compañía Peruana de Radiodifusión S.A. – América Televisión.
En agosto del año 2016, fue nombrado miembro del directorio de PetroPerú.

## Carrera política

### Diputado por Lima
Incursionó en la política como miembro del partido Solidaridad y Democracia (SODE) durante los años 80s. Luego en las elecciones del año 1985, el SODE decidió formar alianza con el Partido Aprista Peruano, quien tenía como candidato presidencial a Alan García, y Loret de Mola postuló a la Cámara de Diputados del Congreso de la República, en la cual resultó elegido con 32,791 votos y juramentado para el periodo parlamentario 1985-1990. Sin embargo tras las discrepancias con la política económica del primer gobierno aprista, el SODE decidió romper alianza con el Partido Aprista Peruano y 
se adhirieron a las filas de la oposición.
En el año 1989, el SODE se unió al Frente Democrático, alianza política liderada por Mario Vargas Llosa con miras a las elecciones presidenciales del año 1990. Loret de Mola postuló a la reelección como diputado en las elecciones parlamentarias y tuvo éxito, con 17,814 votos, para el periodo 1990-1995. En este periodo, fue segundo vicepresidente de la Cámara de Diputados presidido por Roberto Ramírez del Villar en periodo legislativo 1991-1992. Sin embargo el 5 de abril de 1992, su cargo fue disuelto tras el nefasto autogolpe de estado decretado por el presidente Alberto Fujimori. Tras esta medida, Loret de Mola se volvió opositor al régimen fujimorista y participó junto con los demás diputados disueltos en manifestaciones contra el cierre del Congreso.
En el año 2000 se integró al equipo técnico de Somos Perú, partido político de Alberto Andrade, y colaboró con los miembros de la oposición  ante el fraude electoral del gobierno fujimorista a través de Vladimiro Montesinos.

### Ministro de Defensa
El 18 de enero del año 2002, Aurelio Loret de Mola fue nombrado como ministro de Defensa del Perú por el presidente Alejandro Toledo, en reemplazo de David Waisman, en el nuevo gabinete ministerial presidido por Luis Solari.
Durante su gestión, entregó indemnizaciones para las viudas de las víctimas del terrorismo ocurridas en la región Huánuco.
En noviembre del año 2003, pidió ser relevado del cargo debido a que afirmó que no contaba con el presupuesto necesario para su sector. Tras esto, Loret de Mola permaneció en el cargo hasta el 15 de diciembre del mismo año, fecha en la cual renunció y fue reemplazado por el general Roberto Chiabra.

## Controversias
En julio del año 2011, IDL-Reporteros publicó una denuncia periodística en la que Loret de Mola estaba involucrado en el favorecimiento de una norma del Ministerio de la Producción del Perú, entonces al mando de Rafael Rey, hacia algunas empresas pesqueras.
En diciembre del 2013, fue interrogado acerca las investigaciones contra Alejandro Toledo por el caso “Ecoteva”.
En febrero del año 2025, el expresidente Pedro Pablo Kuczynski reveló en una entrevista con el diario Perú 21 que Aurelio Loret de Mola, cuando ejercía como ministro de Defensa, propuso disparar contra los manifestantes del "Arequipazo", protesta social que buscaba evitar la privatización de las empresas en la región Arequipa. Tras la entrevista, Loret de Mola respondió mediante una entrevista con Infobae que dicho suceso nunca ocurrió.

## Reconocimientos
- Orden Militar de Ayacucho en el grado Gran Cruz (2002)
- Orden Gran Almirante Grau en el grado Gran Cruz Especial (2002) de la Marina de Guerra del Perú
- Orden Cruz Peruana al Mérito Naval en el grado Gran Cruz Especial (2002) de la Marina de Guerra del Perú
- Orden Capitán Quiñones (2002) de la Fuerza Aérea del Perú
- Orden Cruz Peruana al Mérito Naval en el grado Gran Cruz (2002) de la Marina de Guerra del Perú